# Nova Sici, Apostolove
Nova Sici (în ucraineană Нова Січ) este un sat în comuna Perșe Travnea din raionul Apostolove, regiunea Dnipropetrovsk, Ucraina.

## Demografie
Componența lingvistică a localității Nova Sici
     Ucraineană (97,2%)
     Rusă (1,4%)
     Alte limbi (0,7%)
Conform recensământului din 2001, majoritatea populației localității Nova Sici era vorbitoare de ucraineană (97,2%), existând în minoritate și vorbitori de rusă (1,4%).